# واونا (واشینگتن)
واونا (به انگلیسی: Wauna) یک منطقهٔ مسکونی در ایالات متحده آمریکا است که در واشینگتن واقع شده‌است. واونا ۴٬۱۸۶ نفر جمعیت دارد.